# Appleton-with-Eaton
Appleton-with-Eaton – gmina (civil parish) w Anglii, w hrabstwie Oxfordshire, w dystrykcie Vale of White Horse. Leży 8 km na południowy zachód od Oksfordu i 89 km na zachód od Londynu.